# Santiago Matías
Esmerlin Santiago Matías García Peralta (Ensanche Capotillo, Distrito Nacional; 6 de diciembre de 1981), más conocido como Santiago Matías o Alofoke, es un empresario, personalidad de radio, productor discográfico, y excantante dominicano.

## Carrera profesional
Santiago Matías nació el 6 de diciembre de 1984 en el barrio Capotillo, Distrito Nacional, República Dominicana. Comenzó a grabar canciones de rap desde muy joven y comenzó su carrera profesional en el año 2000, haciendo giras como corista del rapero dominicano Vakeró. La composición de Prosty, nombre artístico de Santiago Matías, «Me siento solo» fue popularizada posteriormente por Vakeró y fiel seguidor del rapero Lápiz Conciente, que lo ayudó a crecer desde sus inicios.

### Alofoke Media Group
Mientras estaba de gira por muchas provincias del país, Matías vio la falta de cobertura de la música urbana o la música urbana latina en los medios dominicanos y el entusiasmo de la gente dondequiera que actuaran, lo que lo motivó en 2006 a fundar AlofokeMusic, un grupo mediático, dedicado específicamente a cubrir artistas de música Urbana en República Dominicana.
La compañía comenzó con el sitio web AlofokeMusic, en el que comenzó a subir contenido exclusivo sobre el movimiento del rap underground y las batallas de rap entre artistas. A los pocos meses de su lanzamiento, el sitio web contaba con miles de visitantes diarios, causando que Matías detuviera su carrera como rapero y dedicara su tiempo a entrevistar y escribir sobre los artistas urbanos. En 2013, comenzó Alofoke Radio Show, un programa de entrevistas de radio que entrevistaba a celebridades de la música Urbana Dominicana, transmitido en la emisora Power 103.7 FM y luego en KQ 94.5 FM. El mismo año fundó el sello discográfico Fuse Music y firmó al rapero dominicano-estadounidense Mark B. En esta firma surgieron colaboraciones con artistas como Bad Bunny y Maluma. En el 2021 Alofoke Radio Show pasa a Alofoke FM 99.3.
En el año 2021 Alofoke Media Group se fortaleció creando una sociedad con el cantante Ozuna tras la compra de la emisora Sonido Suave 99.3 FM, que fue aliada a la música romántica durante casi 34 años y a partir del 4 de octubre del mismo año pasó a llamarse Alofoke FM, ahora con una programación de música urbana tropical.

### Alofoke Sin Censura
Alofoke Sin Censura es un segmento del programa de Alofoke Radio emitido en ALOFOKE FM 99.3 FM, producido y conducido por Santiago Matías, en el que hace preguntas personales a los artistas, así como sus opiniones sobre temas sociales.
Ha entrevistado a varios artistas influyentes de República Dominicana y otros países, como Anuel AA, Bad Bunny, Drake, El Alfa, Arcángel y Natti Natasha. También ha entrevistado a políticos como: Margarita Cedeño exvicepresidenta de la República, el expresidente de la República Hipólito Mejía y el excandidato presidencial Gonzalo Castillo.
En 2021 denunció haber recibido amenazas de Venezuela luego de entrevistar al músico y viceministro de cultura dominicano Bonny Cepeda, donde declaró que recibió $ 60 mil para cantar en una fiesta de cumpleaños del líder venezolano Nicolás Maduro, mostrando una captura de pantalla de WhatsApp donde recibió insultos raciales.

## De Último Minuto
El 23 de junio del 2021, Santiago Matías lanzó el periódico digital De Último Minuto, junto al periodista Héctor Romero, este último tiene a su cargo la dirección del mismo.

## Kings League Americas
Desde principios del 2024 forma parte del proyecto denominado Américas Kings League, dirigido por Miguel Layún, y en donde es presidente de uno de los equipos participantes, llamado Galácticos del Caribe. En dicha liga, compite contra otros creadores de contenido y famosos, como Arcángel, Germán Garmendia, Chicharito o James Rodríguez, con el fin de quedar campeones de dicha competición.

## Vida personal
La madre de Santiago lo tuvo cuando solo tenía quince años, su abuela y una tía la ayudaron a criarlo. Les atribuye todo en lo que se ha convertido. Santiago comenzó la universidad estudiando Ingeniería en Sistemas Computacionales y la abandonó en su tercer año para dedicarse a la música. Sin embargo, su madre le hizo estudiar inglés y otros cursos de informática. Más tarde se involucró en el espíritu empresarial.
En el 2021 Matías tendría a su segundo hijo con su esposa cuyo nombre es Charylie Alvarado, también se ha visto que es bastante cercana de Alexandra MVP, exesposa de Mozart La Para, uno de los artistas que Santiago (Matías), representó y compuso varios de sus temas en el pasado, en sus inicios

## Filmografía

### Cine
| Año  | Título         | Papel                      | Notas                 |
| ---- | -------------- | -------------------------- | --------------------- |
| 2015 | Pueto Pa Mi    | El mismo                   | Debut cinematográfico |
| 2025 | Los Rechazados | Presidente Santiago Matías | Participación estelar |

## Premios
| Año            | Premios          | Categoría                                             | Resultados                      |         |
| -------------- | ---------------- | ----------------------------------------------------- | ------------------------------- | ------- |
| 2021           | Premios Soberano | Youtuber del año Soberano Del Pueblo/Youtuber del Año | Ganador                         |         |
| 2022           | Premios Soberano | Youtuber del año Soberano Del Pueblo/Youtuber del Año | Ganador                         |         |
| 2023 2024 2025 | Premios Soberano | Youtuber del año Soberano Del Pueblo/Youtuber del Año | Plataforma De Contenido Digital | Ganador |
| 2025           | Premios Heat     | Youtuber del año                                      | Soberano Del Pueblo             | Ganador |